# Eupolybothrus longicornis
Eupolybothrus longicornis är en mångfotingart som först beskrevs av Risso 1826.  Eupolybothrus longicornis ingår i släktet Eupolybothrus och familjen stenkrypare. Inga underarter finns listade i Catalogue of Life.